# Georg Lysthenius

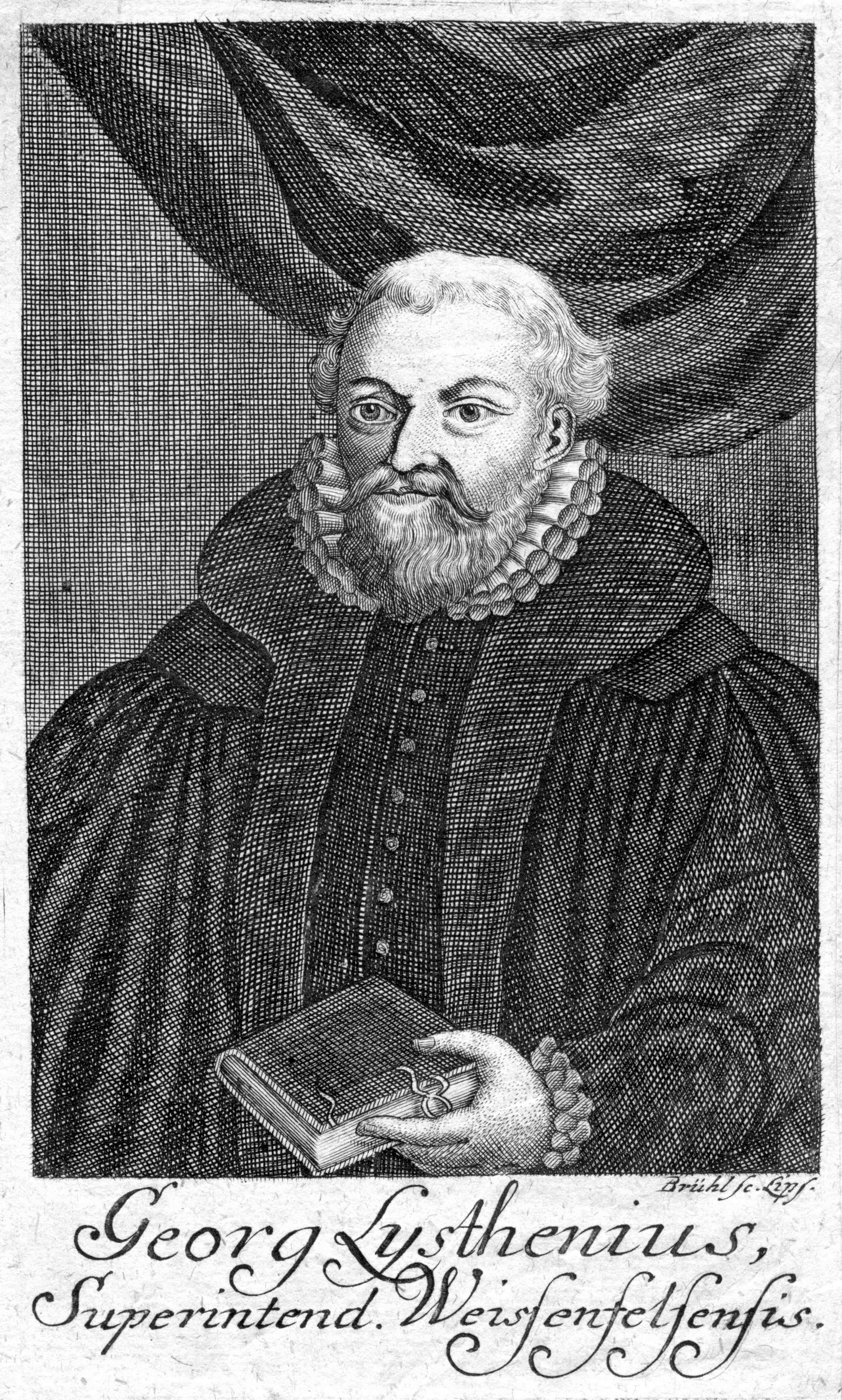
Georg Lysthenius

Georg Lysthenius (latinisiert aus Georg List; * 29. Juli 1532 in Naumburg; † 27. Februar 1596 in Dresden) war ein lutherischer Theologe.

## Leben und Werk
Georg Lysthenius wurde am 29. Juli 1532 in Naumburg als Sohn verarmter Eltern geboren. Er besuchte die Schule in Naumburg, die Stiftsschule in Zeitz und fand 1549 an der Hohen Schule des Gymnasiums academicum in Jena ein Unterkommen. Seine Lehrer waren unter anderem Viktorin Strigel und Erhard Schnepf. Lysthenius studierte anschließend zwei Jahre unter Philipp Melanchthon an der Universität Wittenberg, wurde 1552 Kantor in Elbogen bei Wolkenstein, wurde am 15. Juni 1552 von Johannes Bugenhagen in Wittenberg als Pastor in Graslitz ordiniert und übernahm 1556 eine Pfarrstelle in Rossbach. 1567 wurde er Diakon in Weißenfels. Bei einer Jagdpredigt, die Lysthenius in der Nähe von Freyburg hielt, und bei einer Predigt über das Abendmahl 1567 in Weißenfels wurde Kurfürst August auf Georg Lysthenius aufmerksam. Nachdem er sich am 9. März 1568 in Wittenberg den akademischen Grad eines Magisters der Philosophie erworben hatte, wurde er 1572 Oberpfarrer und Superintendent in Liebenwerda. Von dort wurde er 1573 zum ersten Hofprediger am Hofe des Kurfürsten berufen.
Zwischen Lysthenius und dem Kurfürsten entwickelte sich schnell ein Vertrauensverhältnis. So wurde Lysthenius bald kurfürstlicher Beichtvater, Beichtvater des Kurprinzen Christian und Vertreter des kurfürstlichen Rates und Prinzenerziehers Paul Vogel.
Lysthenius war ein Vertreter der Gnesiolutheraner und wandte sich offen gegen die Thesen der Philippisten. Somit predigte er auch offen gegen seinen Kollegen, den Hofprediger Christian Schütz. 1576 nahm Lysthenius an dem in Torgau gehaltenen Konvent teil. Er war auch Mitglied der Torgauer Kommission „unverdächtiger Theologen“, welche die Verhöre der „verdächtigen Theologen“ durchführte.
Mit dem Tod des Kurfürsten August um 1586 gewann Nikolaus Krell größeren Einfluss auf den Kurfürsten Christian I. und dessen Kirchen- und Personalpolitik. Die bis dahin von strengen Lutheranern geführten Hofpredigerstellen wurden neu besetzt. Auch Georg Lysthenius verlor seine Stelle und übernahm 1587 eine Pfarrstelle in Weißenfels, wo er 1590 Superintendent wurde.
Lysthenius unterschrieb 1591 die Artikel zur Abschaffung des Exorzismus in Leipzig, was er jedoch bald bereute. Krell schickte deswegen Beamte nach Weißenfels, um Lysthenius festzunehmen, jedoch konnte dieser noch rechtzeitig nach Magdeburg fliehen. Nach dem Tod von Kurfürst Christian I. wurde Georg Lysthenius erneut als Hofprediger nach Dresden gerufen. Am 27. Februar 1596 starb er in Dresden und wurde in Weißenfels beigesetzt.
In seinem Kampf gegen die calvinistische Kirchenpolitik half er letztlich mit, die Philippisten im Jahre 1574 zu stürzen. Er ebnete damit den Weg für die Durchsetzung der Konkordienformel in Kursachsen.
Georg Lysthenius versuchte auch als Dichter sein Weltbild zu vermitteln und verdächtige Theologen und Dichter zu bekämpfen. So zum Beispiel in einem Gedicht über die
Versverderber

Ihr ungestimmten Flöten

Verhungerter Poeten,

Pfeift vor ein Maß verdorbnes Bier

Der Welt verwegne Possen für!

Geht ohngefähr dem Dorf ein Richter ab,

Wie foltert ihr den Kopf durch tiefes Sinnen

Und seid bemüht bei dessen Grab

Durch einen Reim ein Taglohn zu gewinnen.

Vor kleines Geld verkauft man große Lügen,

Die Stein und Eisen überwiegen.

Schlaf aus, du träumender Poet!

Suchst du die Toten aufzuwecken,

So mußt du selbst nach Geist und Leben schmecken!

## Familie
Aus seiner Ehe mit einer Frau unbekannten Namens († 22. Dezember 1605), sind ein Sohn und drei Töchter hervorgegangen. Von den Kindern kennt man Andreas Georgius Lystenius (get. 26. September 1587 in Weißenfels) und die Tochter Magaretha, die sich mit Paul Mathesius verheiratete.

## Werke (Auswahl)
Der Hauptanteil seines schriftlich überlieferten Werkes sind Kasualpredigten und Trostschriften für das fürstliche Haus. Für eine Gesamtübersicht siehe das Verzeichnis der im deutschen Sprachbereich erschienenen Drucke des 16. Jahrhunderts (VD 16).
- Ein Erschreckliches warhafftiges Gesicht vnd Zeichen so am Himel gesehen ist worden am Osterabendt dieses LXV. Jares zwischen zwey vnd drey vhr nach Mittage vnd was fuer grosser jemmerlicher schaden beide an Menschen vnd Viehe darauff erfolget ist. Nürnberg 1565.
- Vier Christliche Predigten vom Heiligen vñ Hochwirdigen Abendmal des wahren Leibs vnd Bluts vnsers einigen waren Mittlers vnd Heilands IESV CHRISTI … Gepredigt zu Dressden vnd Annaburg/ fuer Churfuerstlicher Durchlauchtigkeit. s. l. 1577.
- An das Consistorium zu Leiptzig: Drey Vnterschiedliche Schreiben als nemlich eine Recusatio, Protestatio, Refutatio, M.Georgij Lysthenij Superintendenten zu Weissenfels wegen der itzigen newen Wittenberger Theologen jme vnd andern Superintendenten von oberwehnten Consistorio zugeschickten recht Zwinglischen vnd gut Caluinischen Bedencken von Abschaffung des Exorcismi bey der heiligen Tauffe. Magdeburg 1592.